# Hinea brasiliana
Hinea brasiliana là một loài ốc biển nhỏ trong họ Planaxidae. It is one of only a few ốc biển species able to bioluminesce.